# تپه واقع در زمینهای همیان
تپه واقع در زمینهای همیان مربوط به دوران‌های تاریخی پس از اسلام است و در شهرستان شوشتر، روستای غلیم واقع شده و این اثر در تاریخ ۵ آذر ۱۳۸۰ با شمارهٔ ثبت ۴۳۷۸ به‌عنوان یکی از آثار ملی ایران به ثبت رسیده است.